# Капібара
Капібара (Hydrochoeris Brisson, 1762) — рід гризунів родини Кавієві (Caviidae), поширений у країнах Латинської Америки. Капібари мешкають на берегах річок, озер, струмків і в болотистих місцях, ведуть напівводний спосіб життя, живляться рослинами. Капібари — соціальні тварини, живуть у групах до 100 особин і спілкуються за допомогою різноманітних вокалізацій. Загрозами для капібар є полювання на них заради м'яса та шкіри. Вони також страждають від вирубування лісів, осушування заболочених місць та екстенсивного сільського господарства.

## Етимологія

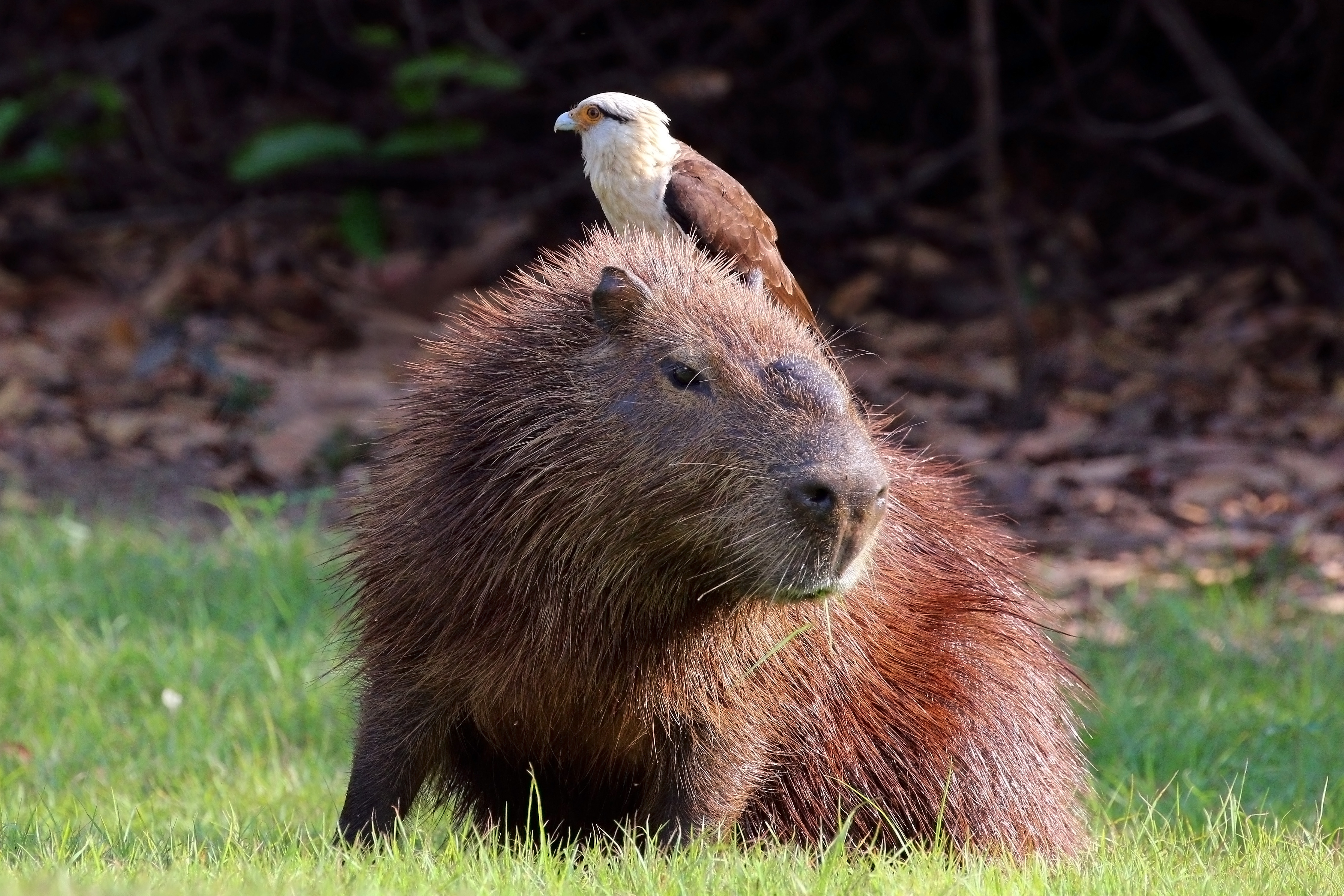
Хімахіма (Milvago chimachima), що стоїть на спині капібари

Слово капібара прийшло із мови гуарані, воно буквально означає «господар трав», наукова ж назва hydrochoerus складається з двох грецьких слів: ὕδωρ (гідор) — вода і χοίρος (хойрос) — свиня, тобто «водяна свиня». Назва натякає на зовнішній вигляд цих гризунів. Типовий вид роду — Sus hydrochaeris Linnaeus, 1766 — первинно був описаний як вид роду свиня (Sus Linnaeus).

## Систематика
Молекулярні дослідження вказують на те, що рід Капібара найбільш тісно пов'язаний з родом Kerodon. Рід Hydrochoeris складається з двох сучасних видів.
- Рід Hydrochoerus (Капібара)
  - Вид Hydrochoerus hydrochaeris (капібара велика)
  - Вид Hydrochoerus isthmius (капібара мала)

## Опис
Великі гризуни з щільною статурою, короткими ногами та опуклою головою. Вони мають довгу, пряму морду та великі передні зуби, що використовуються для поїдання рослинної їжі.

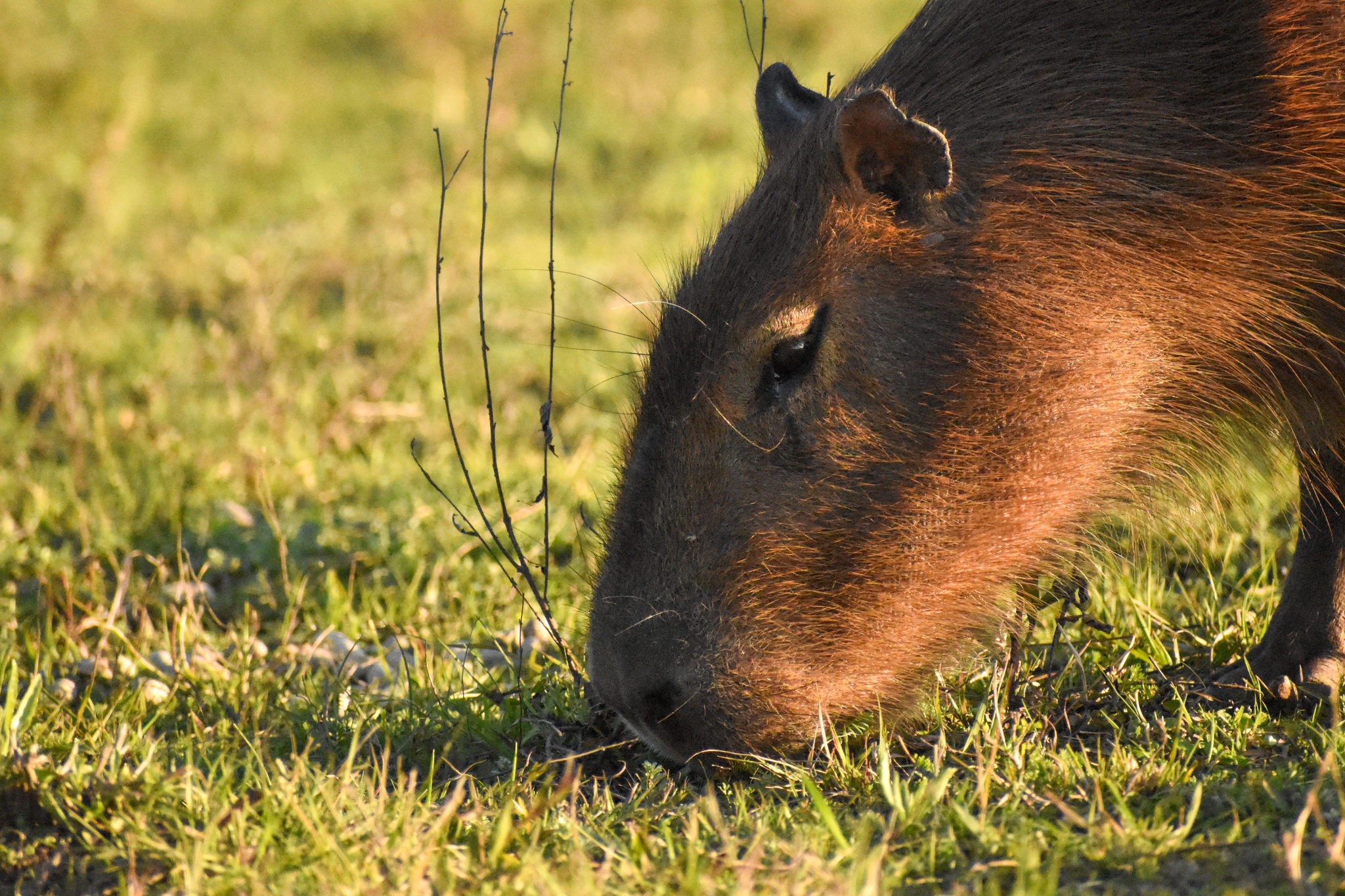
Капібара їсть траву

Довжина тіла у капібари великої, яку ще звуть водосвинкою звичайною, становить 1-1,35 м, а висота в загривку – 50-60 см. Вага дорослих самців сягає 34-63 кг, а самиць – 36-65 кг.
Мала капібара трохи менша за розмірами у порівнянні з великою. Довжина тіла в неї сягає 0,8-1 м, а вага – від 25 до 45 кг.
Група капібар складається з дорослого самця, кількох самок з потомством та підпорядкованих самців на периферії групи. Територія такої групи займає приблизно 10 га. У сухий сезон капібари концентруються навколо джерел води, утворюючи агрегації сотень тварин.

## Тривалість життя
Тривалість життя у дикій природі становить від 7 до 10 років, і близько 12 років капібари живуть у неволі.

## Середовище проживання та географічний ареал
Капібари зустрічаються тільки в районах, де вода легко доступна: затоплені луки є їх переважним середовищем , але також вони зустрічаються в заболочених районах і низовинних лісах, де є хороші пасовища, і вода доступна цілий рік. Проте ці гризуни займають цілу низку місць проживання, включаючи сухий ліс, чагарники і луки.
Вони зустрічаються в Південній Америці, включаючи країни від Венесуели та Колумбії до Аргентини та Уругваю.

## Раціон
Капібари є травоїдними і харчуються переважно рослинами, включаючи трави, листя, кору та плоди. Вони також можуть використовувати в їжу різні види водних рослин.